# Iranski jeziki
Iranski jeziki so veja  indoiranskih jezikov v okviru indoevropske jezikovne družine.

## Zgodovina
Iranski jeziki se zgodovinsko delijo v tri obdobja: staroiranske jezike (do 400 pr. n. št.), srednjeiranske (400 pr. n. št.-900 n. št.) in novoiranske jezike (po 900 n.št). Med staroiranskimi jeziki sta najbolje dokumentirana staroperzijski in avestijski. Srednjeiranski jeziki vključujejo srednjo perzijščino, partščino, in  baktrijščino.
Leta 2008 je bilo približno 150-200 milijonov maternih govorcev iranskih jezikov. Število iranskih jezikov se ocenjuje na 86, med njimi so največji perzijski, paštunski, kurdski in beludžijski.